# Конвой № 3827
Конвой № 3827 — японський конвой часів Другої світової війни, проведення якого відбувалось у серпні — вересні 1943 року.
Пунктом призначення конвою був атол Трук у центральній частині Каролінських островів, де ще до війни створили потужну базу японського ВМФ, з якої до лютого 1944 року провадились операції в цілому ряді архіпелагів. Вихідним пунктом став розташований у Токійській затоці порт Йокосука (саме звідси традиційно вирушала більшість конвоїв на Трук).
Конвой складався із двох загонів:
- 3827А, до якого увійшли транспорти «Нікко-Мару» та «Косей-Мару» під охороною кайбокана (фрегата) «Фукує».
- 3827В, що складався із транспортів «Шонан-Мару», «Сінсей-Мару» (Shinsei Maru) та танкера № 6010 з ескортом із мисливця за підводними човнами CH-47.

Обидва загони вийшли з порту 27 серпня 1943 року, а вже в ніч проти 28 серпня за десяток кілометрів на захід від острова Мікура (архіпелаг Ідзу) американський підводний човен USS Tarpon перехопив 3827В. Субмарина дала залп із чотирьох торпед та досягнула одного влучання у «Сінсей-Мару», втім, уражене судно не затонуло та змогло 30 серпня повернутись до Токійської затоки («Сінсей-Мару» загине лише на початку 1945 року унаслідок атаки авіації).
Що стосується загону 3827А, то він успішно пройшов маршрутом і 6 вересня 1943 року прибув на Трук.